# دانیلا سگوئل
 دانیلا سگوئل (انگلیسی: Daniela Seguel؛ زادهٔ ۱۵ نوامبر ۱۹۹۲) یک تنیس‌باز اهل شیلی است.